# Masquerade (chanson de Nicki Minaj)
Pour les articles homonymes, voir Masquerade.
Pistes de Pink Friday: Roman Reloaded
Va Va Voom
(21)
Masquerade est une chanson de l'artiste de hip-hop américano-trinidadienne Nicki Minaj, issue de l'édition deluxe de son second album studio, Pink Friday: Roman Reloaded.

## Charts
| Pays                                     | Position |
| ---------------------------------------- | -------- |
| France (French Singles Top 100)          | 89,      |
| Taiwan (Taiwan Itunes Chart Hip-Hop/Rap) | 1        |